# La Londe
La Londe is een gemeente in het Franse departement Seine-Maritime (regio Normandië). De gemeente telt 2007 inwoners (1999) en maakt deel uit van het arrondissement Rouen.

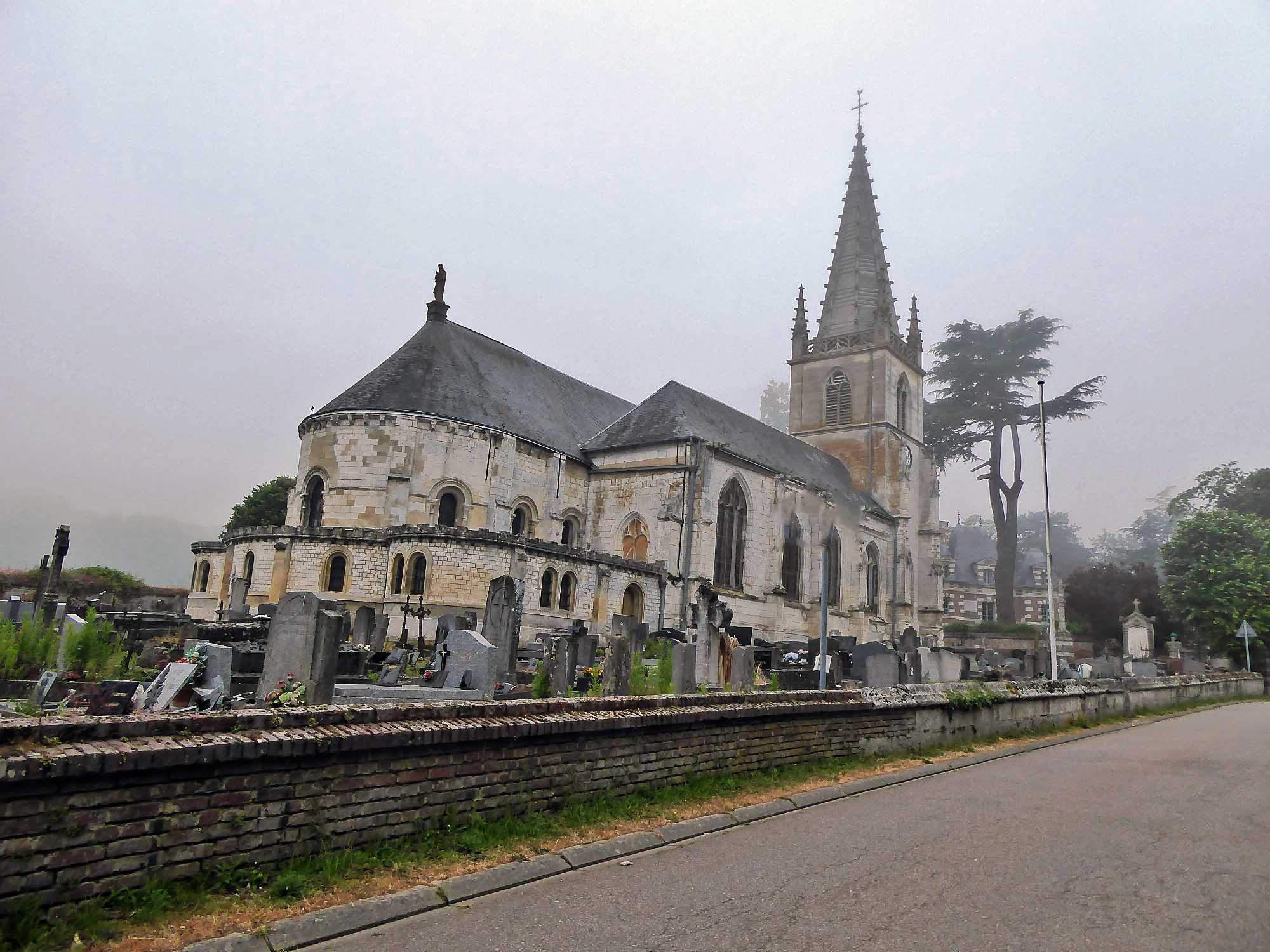
Église Notre-Dame

## Geschiedenis
De naam Londe is door de van de Vikingen afstammende Normandiërs, die de plaats La Londe hebben gesticht, in de 12e eeuw aan het nabijgelegen, 6.876 hectare grote, bos  (Lunda) gegeven. Dit bos heet nog altijd: Forêt de la Londe-Rouvray. Lundr is het Oudnoordse woord voor bos, zoals nog blijkt uit o.a. Zweedse en Deense plaats- en bosnamen op -lunde. De naam Rouvray is nog veel ouder en gaat op een Gallo-Romeinse benaming voor eikenbos terug.
In de nasleep van Operation Overlord, één der belangrijkste slagen van de Tweede Wereldoorlog, is drie dagen lang zeer zwaar gevochten in het Forêt de la Londe. Duitse troepen hadden zich in het bos verschanst en ingegraven. Het dicht begroeide terrein was niet geschikt voor een aanval met behulp van artillerie en pantservoertuigen. Pas op 24 augustus 1944 durfden de geallieerden een aanval op het bos aan. Op 26, 27 en 28 augustus 1944 zuiverden Canadese infanteriesoldaten, ten koste van 600 gesneuvelden en een onbekend aantal gewonden, het Forêt de la Londe-Rouvray van Duitse troepen. In 1992 werd midden in het bos, op een heuvel met de naam Mont à la Chèvre, een gedenksteen opgericht, met daarop de tekst:
« Qui que tu sois, passant devant cette pierre souviens-toi ici les 26, 27 et 28 août 1944 lors de durs combats de jeunes soldats canadiens ont fait le sacrifice de leur vie pour ta liberté.» Vertaald luidt dit ongeveer: Wie gij ook zijt, terwijl gij langs deze steen gaat, herinner u de 26e, 27e en 28e augustus 1944, toen in zware gevechten jonge Canadese soldaten het offer van hun leven brachten voor uw vrijheid.

## Geografie
De oppervlakte van La Londe bedraagt 31,1 km², de bevolkingsdichtheid is 64,5 inwoners per km².
De onderstaande kaart toont de ligging van La Londe met de belangrijkste infrastructuur en aangrenzende gemeenten.

## Bezienswaardigheden
- De Église Notre-Dame
- In het nabijgelegen Forêt de la Londe ten noorden van het dorp kan men wandelen. Dit bos is 5100 ha groot; meer dan de helft is beschermd bosgebied (forêt protégée). Er staan enige maisons forestiers (boswachtershutten) die als bezoekerscentrum zijn ingericht.

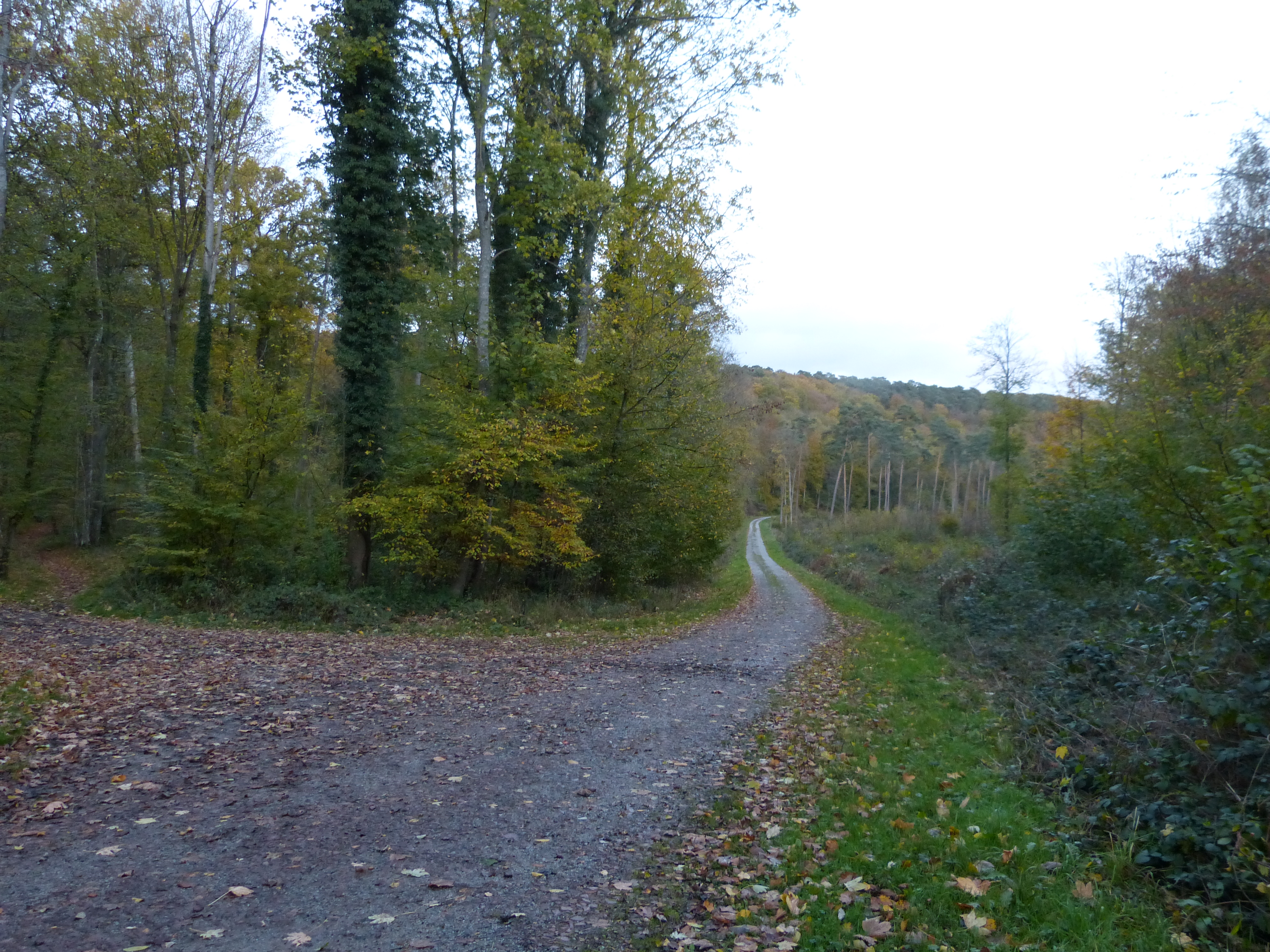
Pad in het Forêt de la Londe-Rouvray

## Demografie
Onderstaande figuur toont het verloop van het inwonertal (bron: INSEE-tellingen).